# Bala Town Football Club
O Bala Town F.C. (em galês: Clwb Pêl Droed Y Bala) é uma equipe galesa de futebol com sede em Bala, Gwynedd. Disputa a primeira divisão de País de Gales (Welsh Premier League).
Seus jogos são mandados no Maes Tegid, que possui capacidade para 3.004 espectadores.

## História
O Bala Town F.C. foi fundado em 1880.

## Retrospecto nas competições europeias
| Temporada | Competição         | Fase  | Oponente        | Resultados |
| --------- | ------------------ | ----- | --------------- | ---------- |
| 2013–14   | UEFA Europa League | 1ª PE | Levadia Tallinn | 1–0, 1–3   |
| 2015–16   | UEFA Europa League | 1ª PE | Differdange 03  | 1–3, 2–1   |

Jogos em casa em negrito.

## Elenco atual
- Atualizado em 1 de julho de 2015.[4]

Legenda
- : Capitão
- : Jogador suspenso
- : Jogador lesionado